# Csongrád
Csongrád [ˈtʃoŋɡraːd] (deutsch Tschongrad) ist eine ungarische Stadt im gleichnamigen Kreis im Komitat Csongrád-Csanád. Sie hat 15.801 Einwohner (Stand 2021) und liegt am rechten Ufer der Theiß (ungarisch: Tisza), ungefähr 27 km östlich von Kiskunfélegyháza.

## Sehenswürdigkeiten
Csongrád ist eine sehr „grüne“ Stadt: Nahezu jede Straße ist eine Allee mit teils sehr alten und hohen Bäumen. Im Tari László Múzeum kann eine Ausstellung über Leben und Arbeit der Tieflandbauern besichtigt werden. Das Hauptgebäude des Csongráder Batsányi János Gymnasiums ist ein Beispiel für den ungarischen Jugendstil.
Csongrád verfügt über ein ganzjährig geöffnetes Thermalheilbad, ein Erholungsgebiet am Zusammenfluss von Kreisch (Körös) und Theiß. Ein Altarm der Theiß lädt zum Angeln ein.

## Söhne und Töchter der Stadt
- Géza Kohn (1873–1941), serbischer Verleger
- Miloš Crnjanski (1893–1977), serbischer Dichter, Erzähler, Reisebeschreiber und Bühnendichter
- Mihály Huszka (1933–2022), ungarischer Gewichtheber
- Hunor Mate (* 1983), österreichischer Schwimmer
- István Bagi (* 1989), ungarischer Fußballspieler

## Galerie

Katholische Kirche in Csongrád
Hauptstraße Szechenyi utca
Csongrádi Batsányi János Gimnázium, Szakközépiskola és Kollégium – Beispiel für die Architektur des Secessionsstils in Ungarn
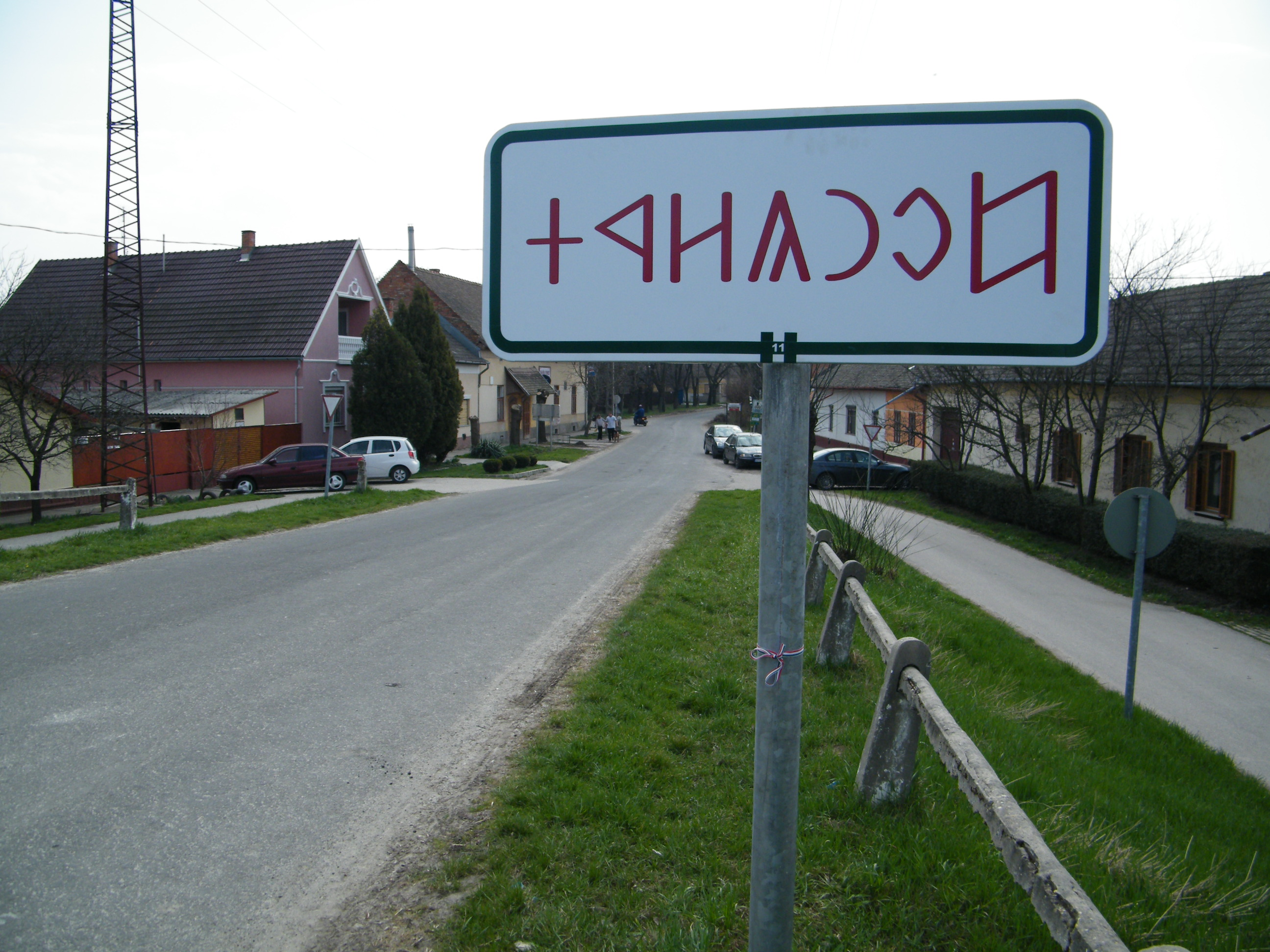
Straßenschild am Ortseingang in altungarischer Schrift